# علیرضا جلالی‌تبار
علیرضا جلالی‌تبار (زادهٔ ۲۱ اردیبهشت ۱۳۵۷) بازیگر سینما، تئاتر و تلویزیون اهل ایران است. او فارغ‌التحصیل هنرستان صدا و سیما و فارغ‌التحصیل دانشکده هنر و معماری است. همچنین دانش‌آموخته دانشگاه خاتم در مقطع کارشناسی ارشد معماری و ارشد ادبیات نمایشی از دانشکده هنر است. نویسنده کتاب : گفتگو و نخبه گرایی در ادبیات نمایشی. اینجا
نویسنده کتاب :  ماهیت شناسی درب و درگاه اینجا 

## فیلم‌شناسی

### فیلم‌های سینمایی و تلویزیونی
- وقتی همه خوابیم (۱۳۸۷)
- پل (۱۳۸۹)
- مجرم (۱۳۸۹)
- خنده در باران (۱۳۸۹)
- کشتی ارواح (۱۳۹۰)
- مادر پائیزی (۱۳۹۰)
- محرمانه تهران (۱۳۹۰)
- عامل سوم (۱۳۹۰)
- یک نفر تا مرگ (۱۳۹۱)
- وقتی بهار می‌آید (۱۳۹۱)[۳]
- حس تماس (۱۳۹۱)[۴][۵]
- بیداری (۱۳۹۲)
- سگ‌های پوشالی (۱۳۹۲)
- حریر (۱۳۹۳)
- سلام مامان (۱۳۹۳)
- اولین امضا برای رعنا (۱۳۹۵)
- پرواز ۹۵۶ (۱۳۹۵)
- به وقت رهایی (۱۳۹۶)
- بوی عطر مردانه (۱۳۹۸)
- سلول انفرادی (۱۳۹۸)
- بی‌صدا حلزون (۱۳۹۸)
- الف امنیت (۱۳۹۸)
- سه سپیده (۱۳۹۸)
- انتخاب ویژه (۱۳۹۸)
- کلاه سبزها (۱۳۹۹)
- چشمهای بی سرمه (۱۳۹۹)
- تانک شب (۱۳۹۹)
- مواجهه (۱۴۰۰)
- دختری با لباس ارغوانی (۱۴۰۰)
- مرجان (۱۴۰۰)
- گوهر سیراف (۱۴۰۱)
- آن مرد (۱۴۰۲)
- بهشت تبهکاران (۱۴۰۲)

### سریال‌های تلویزیونی
| عنوان مجموعه         | سال  | کارگردان           | شبکه    |
| -------------------- | ---- | ------------------ | ------- |
| کوروش بزرگ           | ۱۴۰۵ | امیرمحمد محمدی     | سه      |
| هشت پا               | ۱۴۰۳ | احمد معظمی         | یک      |
| رخنه                 | ۱۴۰۳ | علی غفاری          | یک      |
| روزی روزگاری برادر   | ۱۴۰۳ | محمدرضا آهنج       | سه      |
| محرمانه              | ۱۴۰۱ | محمود معظمی        | سه      |
| سرجوخه               | ۱۴۰۰ | احمد معظمی         | یک      |
| آنها                 | ۱۴۰۰ | میلاد جرموز        | فیلم نت |
| روزهای آبی           | ۱۴۰۰ | محمدرضا حاجی غلامی | پنج     |
| بچه‌مهندس ۴           | ۱۴۰۰ | احمد کاوری         | دو      |
| وارش                 | ۱۳۹۸ | احمد کاوری         | سه      |
| ترور خاموش           | ۱۳۹۸ | احمد معظمی         | یک      |
| راه و بیراه          | ۱۳۹۷ | داود بیدل          | یک      |
| سارق روح             | ۱۳۹۶ | احمد معظمی         | پنج     |
| نفس شیرین            | ۱۳۹۵ | سیامک خواجه وند    | سه      |
| غیرعلنی              | ۱۳۹۴ | مهرداد خوشبخت      | دو      |
| تله‌فیلم «سلام مامان» | ۱۳۹۳ | اصغر توسلی         | دو      |
| رخنه                 | ۱۳۹۲ | حسین تبریزی        | دو      |
| تله‌فیلم کرگدن        | ۱۳۸۹ | فرزاد مؤتمن        |         |

### تئاتر
- منصور حلاج
- زاویه
- شاعر
- رستم از شاهنامه رفت
- یادگاری‌ها
- تن سایه
- مردمان خشمگین
- طلوع خونین
- دعوت به مراسم قطع دست
- صید ممد